# FC Turnhout (9563)
FC Turnhout was een Belgische voetbalclub uit Turnhout. De club was bij de KBVB aangesloten met stamnummer 9563 en had blauw-wit als clubkleuren. 

## Geschiedenis
Voetbalclub KV Turnhout was in 2011 actief in Tweede Klasse en wilde een B-elftal inschrijven in de competitie. Dat kon volgens de bondsreglementen niet onder hetzelfde stamnummer en men besloot een afzonderlijke club op te richten, met eigen stamnummer in Vierde Provinciale, het laagste niveau. FC Turnhout werd in zijn eerste seizoen kampioen, met 27 punten voorsprong op tweede achtervolger FC Zandvliet. Men had al de eerste en derde periodetitel behaalde en maakte 130 doelpunten. Na zijn debuutseizoen promoveerde de club zo al naar Derde Provinciale.
Door een goed verlopen campagne in de Beker van Antwerpen mocht FC Turnhout in het seizoen 2012/13 aantreden in de Beker van België. Het werd in de tweede ronde nipt uitgeschakeld door vierdeklasser KFC Duffel. In de competitie behaalde Turnhout drie periodetitels in Derde Provinciale A en werd het kampioen met 7 punten voorsprong op Minderhout VV. Men stootte zo na een jaar in Derde Provinciale meteen verder door naar Tweede Provinciale.
In 2013/14 nam men weer deel aan de Beker van België, waar men opnieuw de tweede ronde werd uitgeschakeld. Op 8 februari 2013 startte FC Turnhout met een jeugdwerking die actief werd vanaf het seizoen 2013/14. In de competitie werd men opnieuw kampioen. Voor het eerst promoveerde de club zo in 2014 naar het hoogste provinciale niveau. Bovendien won men de Beker van Antwerpen in een finale tegen VC Herentals. 
In 2014/15 bereikte FC Turnhout weer de tweede ronde van de Beker van België. In 2015 smolt de club weer samen met KV Turnhout tot KFC Turnhout, dat verder speelde met stamnummer 148 van KV Turnhout. Stamnummer 9563 werd weer geschrapt.

## Resultaten
| Seizoen | Klasse | Klasse | Klasse | Klasse | Klasse | Klasse | Klasse | Klasse | Reeks              | Punten | Opmerkingen |
|         | I      | II     | III    | IV     | P.I    | P.II   | P.III  | P.IV   |                    |        |             |
| ------- | ------ | ------ | ------ | ------ | ------ | ------ | ------ | ------ | ------------------ | ------ | ----------- |
| 2011/12 |        |        |        |        |        |        |        | 1      | Vierde Prov. Antw. | 82     |             |
| 2012/13 |        |        |        |        |        |        | 1      |        | Derde Prov. Antw.  | 78     |             |
| 2013/14 |        |        |        |        |        | 1      |        |        | Tweede Prov. Antw. | 69     |             |
| 2014/15 |        |        |        |        | 11     |        |        |        | Eerste Prov. Antw. | 39     |             |